# Nymula orontes
Nymula orontes är en fjärilsart som beskrevs av Hans Ferdinand Emil Julius Stichel 1923. Nymula orontes ingår i släktet Nymula och familjen Riodinidae. Inga underarter finns listade i Catalogue of Life.